# Корытно-Забугское
Коры́тно-Забу́гское (укр. Коритно-Забузьке) — село в Ольшанской поселковой общине Голованевского района Кировоградской области Украины.
До 2020 года входило в Ольшанский район
Население по переписи 2001 года составляло 479 человек. Почтовый индекс — 26622. Телефонный код — 5250. Код КОАТУУ — 3524382201.

## Известные люди
В селе родился украинский правовед Сергей Валериевич Петков.